# Artabotrys intermedius
Artabotrys intermedius este o specie de plante angiosperme din genul Artabotrys, familia Annonaceae, descrisă de Justus Carl Hasskarl. Conform Catalogue of Life specia Artabotrys intermedius nu are subspecii cunoscute.